# Uttarkashi (huyện)
Huyện Uttarkashi là một huyện thuộc bang Uttarakhand, Ấn Độ. Thủ phủ huyện Uttarkashi đóng ở Uttarkashi. Huyện Uttarkashi có diện tích 7951 ki lô mét vuông. Đến thời điểm năm 2001, huyện Uttarkashi có dân số 294179 người.
Huyện có sáu xã (tehsil) là Barkot, Dunda, Bhatwadi, Chinyalisaur, Purola và Mori.
Huyện này là đầu nguồn của Bhagirathi (theo truyền thống được coi là đầu nguồn của sông Hằng) tại Gangotri và Yamuna tại Yamunotri, cả hai đều là những địa điểm hành hương nổi tiếng và có ý nghĩa quan trọng. Thị trấn Uttarkashi, nằm trên con đường chính đến Gangotri, cũng được coi là một trung tâm hành hương quan trọng của đạo Hindu, đặc biệt là đối với người Saivite. Huyện này giáp phía bắc với các huyện Kinnaur và Shimla của Himachal Pradesh, phía đông bắc giáp Tây Tạng, Trung Quốc, phía đông giáp huyện Chamoli, phía đông nam giáp Rudraprayag, phía nam giáp huyện Tehri Garhwal, và phía tây giáp Dehradun.